# Flatomorpha biglypta
Flatomorpha biglypta är en insektsart som beskrevs av Medler 1999. Flatomorpha biglypta ingår i släktet Flatomorpha och familjen Flatidae. Inga underarter finns listade i Catalogue of Life.